# Elvis Presley (album)
Elvis Presley è il primo album discografico di Elvis Presley, pubblicato nel 1956 negli Stati Uniti. Raggiunse il primo posto nelle classifiche americane e vinse il disco di platino della RIAA; fu il primo album a vendere un milione di copie.
Nel 2012, il famoso mensile Rolling Stone posizionò l'album al 56º posto nella classifica I 500 migliori album secondo Rolling Stone

## Registrazione
Delle dodici canzoni che lo compongono, cinque vennero registrate alla Sun Records di Memphis e le restanti 7 nella seduta di registrazione del 30 e 31 gennaio 1956 a New York presso gli studi della RCA.
La presenza nell'album delle canzoni precedentemente registrate presso la Sun Record fu possibile a seguito dell'acquisto, da parte della RCA, di tutti i diritti e di tutte le precedenti composizioni dell'artista, per una cifra (all'epoca assai ragguardevole) di 40.000$.

## Copertina
La foto di copertina venne accreditata a "Popsie", lo pseudonimo del fotografo William S. Randolph e venne scattata a Tampa, in Florida, il 31 Luglio 1955.
Altre quattro immagini di Elvis, scattate a New York poco dopo aver firmato il contratto con la RCA, erano riportate sul retro del disco. Le prime copie di questa pubblicazione avevano la scritta Elvis di color rosa chiaro mentre nelle successive il rosa era più scuro.

## Accoglienza
Fu il primo album nella storia della discografia a vendere oltre un milione di copie, anche se la certificazione del disco d'oro della RIAA avvenne solo il 1º novembre 1966 e del disco di platino nel 2011. L'LP entrò nella classifica Best-Selling Pop Albums di Billboard all'11º posto. Nel giro di 6 settimane raggiunse la vetta ove rimase per 10 week end consecutivi.
La permanenza totale nella classifica americana fu di 49 settimane.

## Influenza culturale
La copertina dell'album London Calling dei The Clash è una diretta citazione di quella di questo album.

## Edizioni
Il 33 giri fu pubblicato in Italia dalla RCA Italiana nel dicembre 1956  con numero di catalogo A12P 0031; venne ristampato nel 1962 con un nuovo numero di catalogo (LPM 1254). In Gran Bretagna l'album venne pubblicato con il titolo Elvis Presley Rock n' Roll. L'edizione italiana verrà distribuita fino al 1966 con una diversa compilazione, i pezzi Blue Moon e I'll Never Let You Go, furono sostituiti dalle canzoni Hound Dog e Don't Be Cruel. Solo a partire dalla ristampa italiana del 1974 la lista delle tracce fu quella dell'edizione americana.

## Tracce
1. Blue Suede Shoes – 2:00
2. I'm Counting on You – 2:23
3. I Got a Woman – 2:24
4. One Sided Love Affair – 2:09
5. I Love You Because – 2:42
6. Just Because – 2:34
7. Tutti Frutti – 1:57
8. Trying to Get to You – 2:32
9. I'm Gonna Sit Right Down and Cry (Over You) – 1:59
10. I'll Never Let You Go (Little Darlin) – 2:23
11. Blue Moon – 2:40
12. Money Honey – 2:34

Bonus track ristampa 2005
1. Heartbreak Hotel - 2.09
2. I Was the One - 2.34
3. Lawdy, Miss Clawdy - 2.10
4. Shake, Rattle and Roll - 2.28
5. My Baby Left Me - 2.14
6. I Want You, I Need You, I Love You - 2.41

## Formazione
- Elvis Presley – voce, chitarra acustica, pianoforte
- Scotty Moore – chitarra elettrica
- Floyd Cramer – pianoforte il 10-11 gennaio
- Shorty Long – pianoforte il 30-31 gennaio
- D. J. Fontana – batteria
- Chet Atkins – chitarra acustica il 10-11 gennaio (tranne I Got a Woman)
- Johnny Bernero – batteria (in Trying to Get to You)
- Bill Black – contrabbasso
- Gordon Stoker, Ben Speer, Brock Speer – cori